# Gella
Gella war ein preußisches Volumenmaß für Pflastersteine in Berlin und Brandenburg. Es galt als Verkaufsmaß. Der Begriff Gella bezeichnet auch ein Transportschiff.
- 1 Gella = 22,2594 Kubikmeter

Die Steine hatten folgende Maße: Prisma 8 Fuß lang, 18 Zoll breit und 15 Zoll hoch. 
- 1 Kummen = 14,4309 Pariser Kubikfuß = 0,4946 Kubikmeter
- 45 Kummen = 1 Gella